# Kortfors

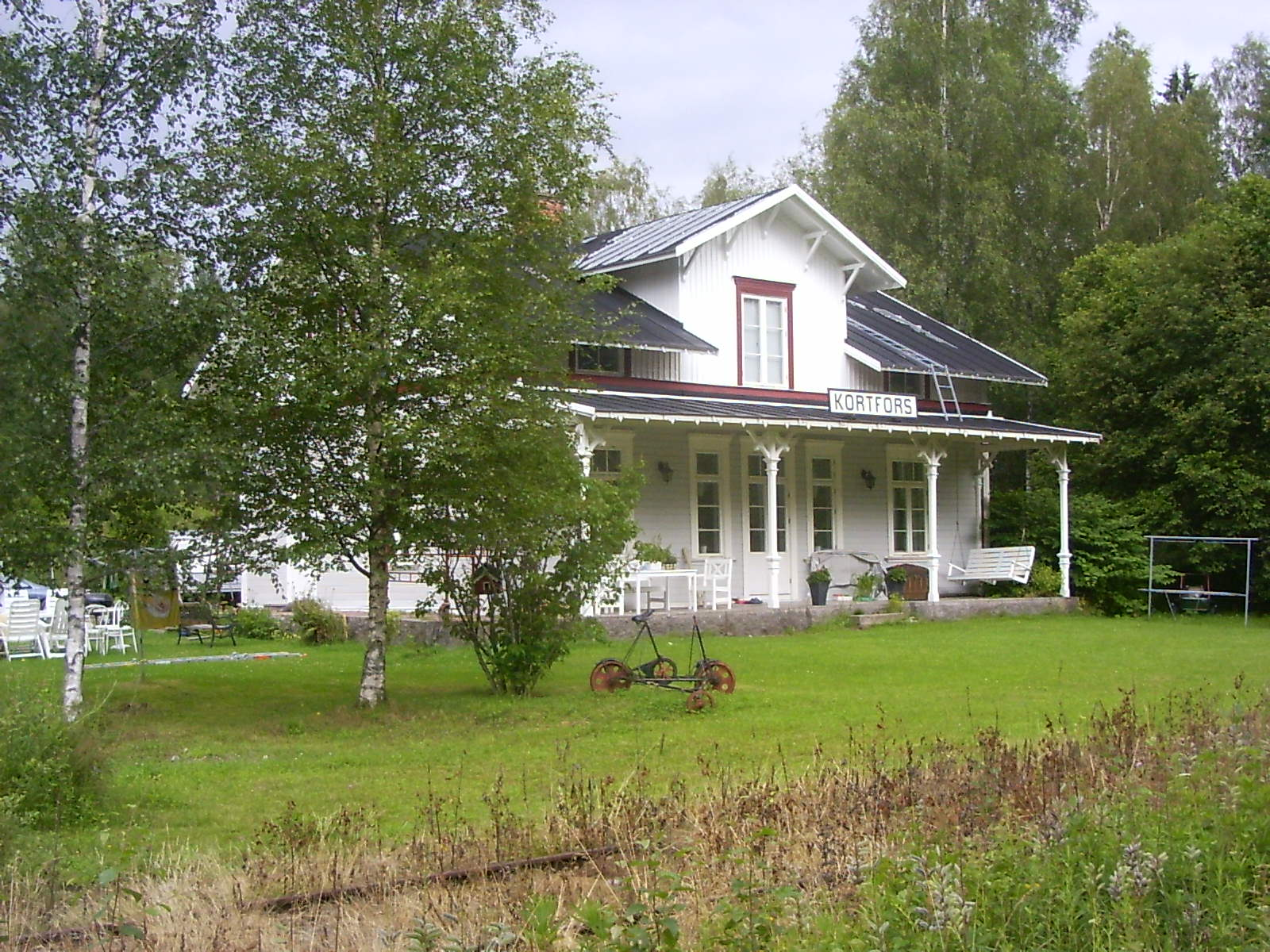
Kortfors station 2009.

Kortfors var ett järnbruk i Karlskoga kommun som anlades 1669. Fortfarande på 1910-talet var bruket i drift, och bestod då av ett elektriskt stålverk med fyra smältugnar, hammarverk och elektrodverk med mera. Ägare till Kortfors bruk var vid den tidpunkten AB Héroults Elektriska Stål, bildat 1902 av den franske metallurgen Paul Héroult. Han försökte under ett par år tillverka verktygsstål på elektrisk väg samt högprocentigt kiseljärn och kromjärn med ringa kolhalt. Bruket lades ned på 1920-talet.
Norr om bruket låg Kortfors station, en järnvägsstation vid gamla Nora Bergslags Järnväg (nuvarande Nora Bergslags Veteran-Jernväg). Stationen var en järnvägsknut och Svartälvs Järnväg utgick härifrån. 